# Det skinbarlige øje
|  | Denne artikel er oprettet af botten PalnaBot ud fra en ekstern database. Den kan derfor have sproglige fejl eller mangler. Denne skabelon kan fjernes efter kontrol af indholdet. |

Det skinbarlige øje er en dokumentarfilm fra 2013 instrueret af Peter Klitgaard.

## Handling
Det skinbarlige øje er et medrivende og poetisk indblik i alle aspekter af den kunstneriske skabelsesproces - en fortælling om alle de overvejelser, overmalinger og overstregninger, der går forud for det værk, vi ser på museets væg. Instruktør Peter Klitgaard har de seneste 3 år filmet Michael Kvium i hans atelier. Det er blevet til mere end 30 timers optagelser, hvor vi ser værkerne blive til. Materialet er klippet ned til en film på 1 time med fokus på den kunstneriske proces. Filmen skildrer, hvordan tanker og idéer bliver til titler, skitser og tegninger for til sidst at ende på lærredet som malerier. Ved at følge processen og tilblivelsen af værkerne indvier filmen os i de personlige og kunsthistoriske lag, der ligger til grund for Michael Kviums malerier.